# Vacherauville
Vacherauville és un municipi francès situat al departament del Mosa i a la regió del Gran Est. L'any 2007 tenia 110 habitants.

## Demografia

### Població
El 2007 la població de fet de Vacherauville era de 110 persones. Hi havia 44 famílies, de les quals 20 eren unipersonals (8 homes vivint sols i 12 dones vivint soles), 12 parelles sense fills, 8 parelles amb fills i 4 famílies monoparentals amb fills.
La població ha evolucionat segons el següent gràfic:
Habitants censats

### Habitatges
El 2007 hi havia 60 habitatges, 52 eren l'habitatge principal de la família, 1 era una segona residència i 7 estaven desocupats. 59 eren cases i 1 era un apartament. Dels 52 habitatges principals, 44 estaven ocupats pels seus propietaris, 6 estaven llogats i ocupats pels llogaters i 2 estaven cedits a títol gratuït; 1 tenia una cambra, 1 en tenia dues, 7 en tenien tres, 9 en tenien quatre i 34 en tenien cinc o més. 37 habitatges disposaven pel capbaix d'una plaça de pàrquing. A 22 habitatges hi havia un automòbil i a 19 n'hi havia dos o més.

### Piràmide de població
La piràmide de població per edats i sexe el 2009 era:
| Homes | Edats   | Dones |
| ----- | ------- | ----- |
| 0     | 95 o +  | 0     |
| 0     | 90 a 94 | 0     |
| 0     | 85 a 89 | 8     |
| 0     | 80 a 84 | 0     |
| 0     | 75 a 79 | 8     |
| 4     | 70 a 74 | 4     |
| 4     | 65 a 69 | 4     |
| 4     | 60 a 64 | 4     |
| 4     | 55 a 59 | 8     |
| 8     | 50 a 54 | 4     |
| 4     | 45 a 49 | 4     |
| 8     | 40 a 44 | 4     |
| 0     | 35 a 39 | 4     |
| 0     | 30 a 34 | 0     |
| 0     | 25 a 29 | 0     |
| 0     | 20 a 24 | 0     |
| 0     | 15 a 19 | 0     |
| 0     | 10 a 14 | 4     |
| 8     | 5 a 9   | 8     |
| 0     | 0 a 4   | 0     |

## Economia
El 2007 la població en edat de treballar era de 72 persones, 54 eren actives i 18 eren inactives. De les 54 persones actives 48 estaven ocupades (26 homes i 22 dones) i 6 estaven aturades (3 homes i 3 dones). De les 18 persones inactives 6 estaven jubilades, 5 estaven estudiant i 7 estaven classificades com a «altres inactius».

### Ingressos
El 2009 a Vacherauville hi havia 54 unitats fiscals que integraven 128,5 persones, la mediana anual d'ingressos fiscals per persona era de 19.762 €.

### Activitats econòmiques
Dels 5 establiments que hi havia el 2007, 1 era d'una empresa de construcció, 1 d'una empresa d'hostatgeria i restauració, 1 d'una empresa immobiliària, 1 d'una empresa de serveis i 1 d'una empresa classificada com a «altres activitats de serveis».
L'únic servei als particulars que hi havia el 2009 era una funerària.
L'any 2000 a Vacherauville hi havia 3 explotacions agrícoles que ocupaven un total de 378 hectàrees.

## Poblacions més properes
El següent diagrama mostra les poblacions més properes.